# Omamori
Omamori (御守 ou お守り, omamori) são amuletos japoneses comumente vendidos em santuários xintoístas e  budistas, são dedicados a determinados kami do xintoísmo assim como a figuras  budistas. O omamori consiste em um pedaço de papel ou madeira com uma mensagem de sorte, paz e fé escrita além do nome do templo ou santuário onde foi obtido, então guardado dentro de um saquinho de tecido com um cordão para que seja amarrado em qualquer lugar, é comum vê-los pendurados dentro de automáveis da família, para trazer sorte.

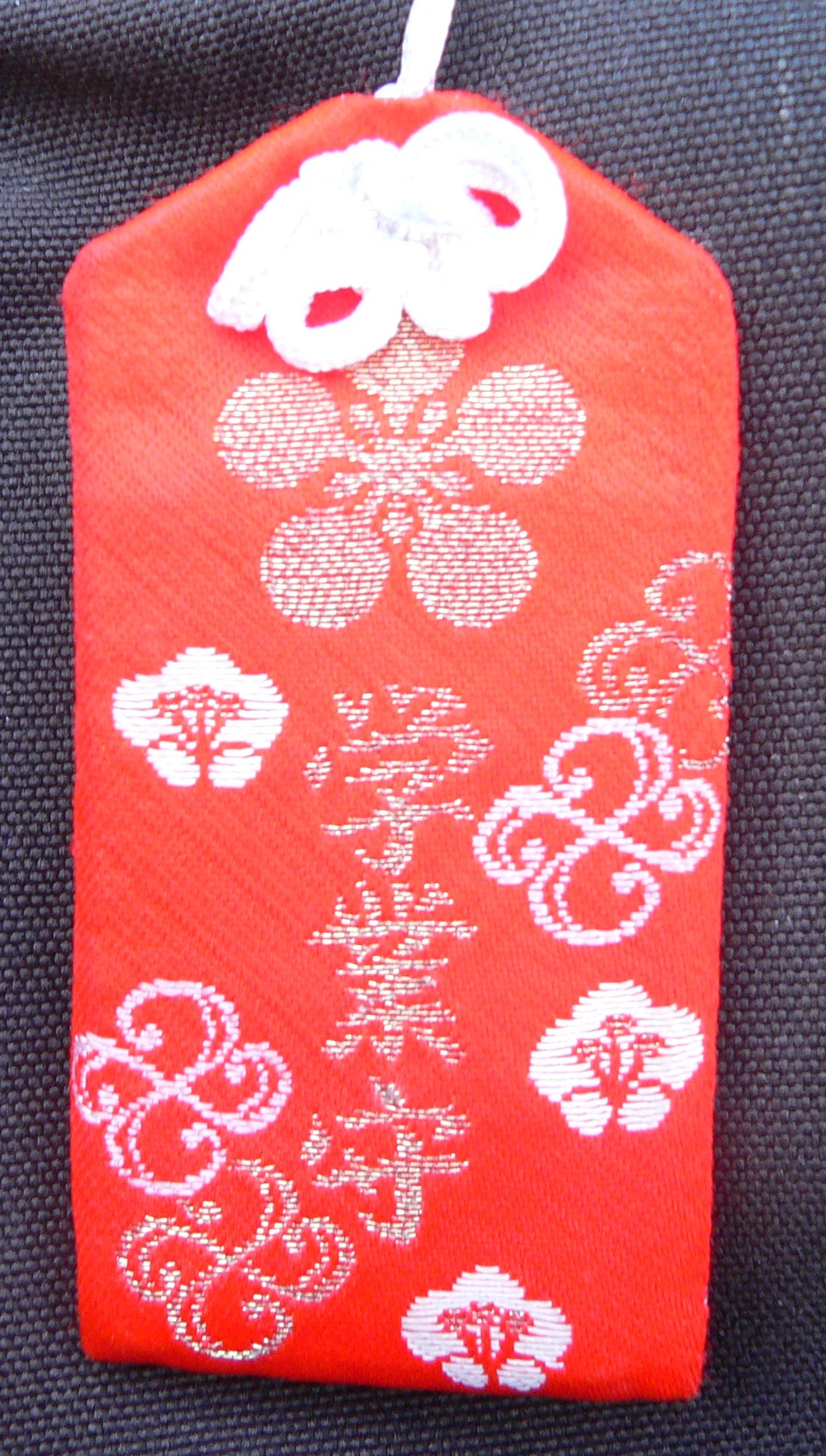
Omamori dedicado ao estudo, Templo Tnejin

Os omamoris tradicionais não são vendidos em lojas, apenas em templos ou sede religiosas.